# Podłużna statyczna stateczność
Podłużna statyczna stateczność - opisuje stabilność samolotu w płaszczyźnie podłużnej podczas lotu ustalonego.
Jeżeli samolot jest stateczny w płaszczyźnie podłużnej, to niewielki wzrost kąta natarcia powoduje powstanie momentu pochylającego który zmniejsza ów kąt.